# Rūta Paškauskienė
Rūta Paškauskienė (ur. 29 marca 1977 w Kownie) – litewska tenisistka stołowa, pięciokrotna mistrzyni Europy. 
Największy dotychczasowy sukces odniosła podczas mistrzostw Europy w Petersburgu w 2008 roku zostając mistrzynią Europy w grze pojedynczej. Złoty medal mistrzostw Europy zdobyła również w grze mieszanej na ME 2007 w Belgradzie i w 2009 roku w Suboticy występując z Serbem Aleksandarem Karakaševicem. W 2010, w Ostrawie, zdobyła złoty medal w grze podwójnej (z Oksaną Fadiejewą) i brązowy w grze pojedynczej. Na kolejnych ME wraz z Rosjanką Oksaną Fadiejewą obroniła tytuł mistrzowski w grze podwójnej. Startowała na igrzyskach olimpijskich w Pekinie, gdzie przegrała w drugiej rundzie z Węgierką Krisztiną Tóth.